# Kozacy kubańscy

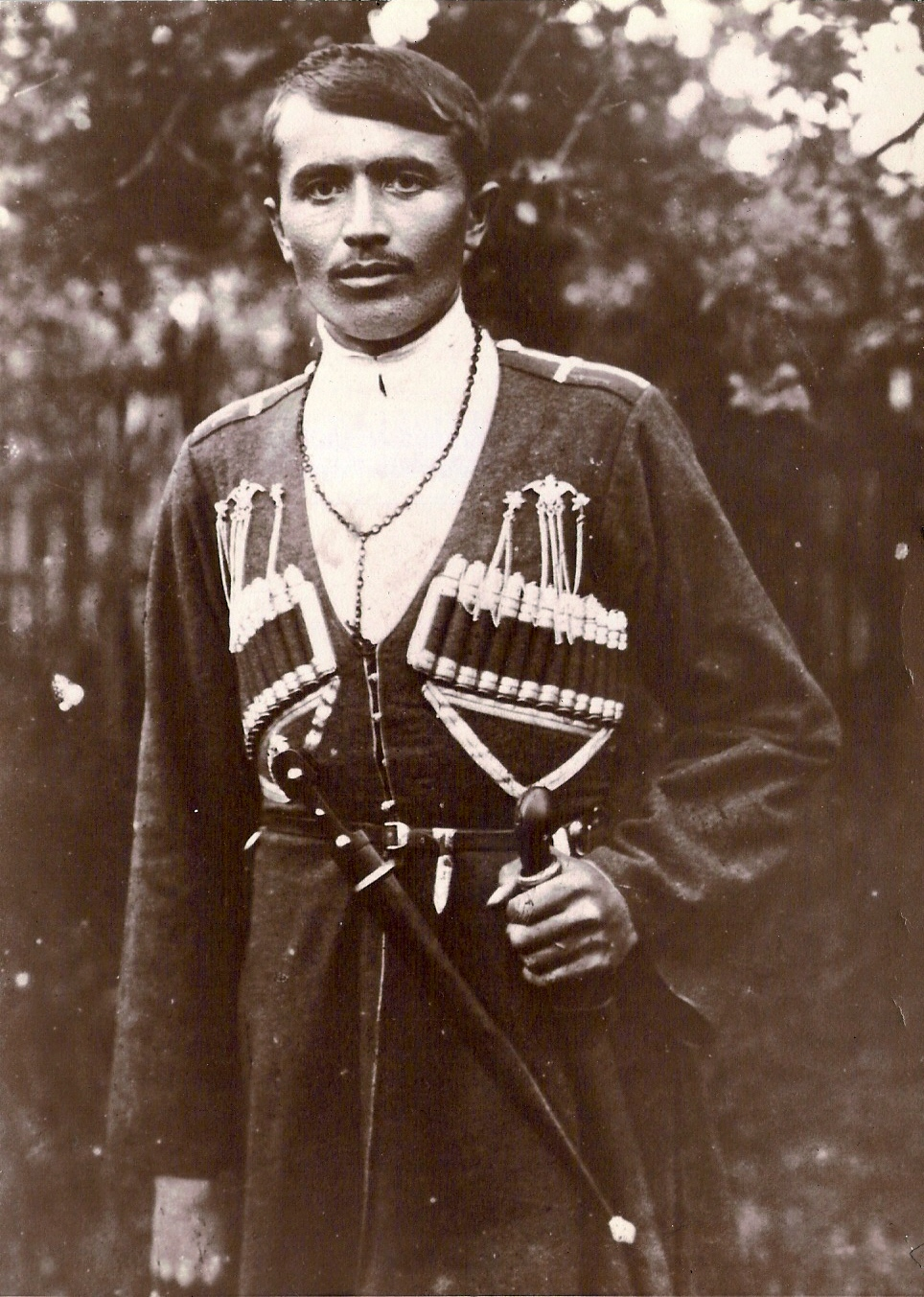
Kozak kubański, początek XX w.

Flaga Kozaków Kubańskich

Kozacy kubańscy, Kozackie Wojsko Kubańskie (ros. Кубанские кaзаки, Kubanskije Kаzaki, Куба́нское каза́чье во́йско, Kubanskoje kazaczje wojsko, ukr. Кубанські козаки, Kubanśki kozaky, Кубанське козацьке військо, Kubanśkie kozaćkie wijśko) – kozacka jednostka terytorialno-organizacyjna Armii Imperium Rosyjskiego istniejąca w latach 1860–1918 na Kubaniu. W okresie II wojny światowej istniały formacje kozaków kubańskich zarówno w składzie Armii Czerwonej, jak i Wehrmachtu. Po wojnie kozackie formacje zostały rozwiązane. Odbudowano je w 1990 roku.
Terytorium Kubania obejmuje współczesne regiony administracyjne: Kraj Krasnodarski, Adygeję, części obwodu rostowskiego, Kraju Stawropolskiego oraz Karaczajo-Czerkiesji. Historyczną stolicą krainy jest Krasnodar.

## Historia
Nazwa Kozaków kubańskich pochodzi od rzeki Kubań przepływających przez ich terytoria oraz krainy Kubań.
Kubań, na mocy ukazu Katarzyny II, był zasiedlony pod koniec XVIII wieku przez Kozaków Czarnomorskiego Wojska Kozackiego (rozformowane Zaporoskie Wojsko Kozackie).
Kozackie Wojsko Kubańskie zostało powołane 19 listopada 1860 poprzez połączenie całości Kozackiego Wojska Czarnomorskiego (200 000 osób) i części oddziałów Kaukaskiego Liniowego Wojska Kozackiego. Oficjalną nazwę zatwierdzono w kwietniu 1861. Utworzenie Kozackiego Wojska Kubańskiego było częścią reform wojskowych Imperium Rosyjskiego po wojnie krymskiej, przegranej z koalicją państw zachodnioeuropejskich i Imperium osmańskim.
W 1913 roku Armia Kubańska składała się z 37 pułków jazdy, 37 wolnych sotni i 22 batalionów piechoty.
Podczas wojny domowej w Rosji walczyli po stronie białych i petlurowców, tworząc na terenie Kubania Kubańską Republikę Ludową (od stycznia 1918), która miała wejść w skład URL na zasadzie federacji lub autonomii. Z kolei bolszewicy utworzyli Kubańską Republikę Radziecką, wchodzącą w skład Rosji Sowieckiej, która w marcu 1920 r. doprowadziła do upadku państwa kubańskiego.
W roku 1926, 62,2% mieszkańców Kubani wskazało na przynależność do narodu ukraińskiego. W znacznej mierze związane to było z identyfikacją narodową Kozaków kubańskich.
W okresie II wojny światowej Kozacy kubańscy tworzyli 17 pułków wchodzących w skład Armii Czerwonej. W 1942 roku Kubań został zajęty przez wojska niemieckie. Część Kozaków przeszła na stronę Niemców, co doprowadziło do powstania 2 pułków kozackich w ramach Wehrmachtu (1 Kozacka Dywizja Kawalerii). Zdecydowana większość Kozaków kubańskich opowiedziała się jednak po stronie ZSRR, o czym świadczy liczba powstałych formacji kozackich w Armii Czerwonej, a także liczba zaciągających się Kozaków.

### Formacje Kozaków kubańskich w wojskach radzieckim i rosyjskim po 1918 roku
17 Kozacki Korpus Kawaleryjski (01.01.1942–27.08.1942)
4 Gwardyjski Kubański Kozacki Korpus Kawaleryjski (27.08.1942 – lipiec 1946), stan z maja 1945 roku:
- 9 Gwardyjska Kubańska Kozacka Dywizja Kawalerii
- 10 Gwardyjska Kubańska Kozacka Dywizja Kawalerii
- 30 Dywizja Kawalerii
- 1815 Artyleryjski Pułk Samochodowy
- 152 Gwardyjski Niszczycielski Pułk Artylerii Przeciwpancernej
- 12 Gwardyjski Pułk Moździerzowy Wieloprowadnicowych Wyrzutni Rakietowych
- 255 Pułk Przeciwlotniczy
- 4 Gwardyjski Niszczycielski Dywizjon Artylerii Przeciwpancernej
- 68 Gwardyjski Dywizjon Moździerzowy
- 27 Gwardyjski Oddzielny Dywizjon Łączności

9 Krasnodarska Dywizja Strzelecka Czerwonego Sztandaru orderów Kutuzowa i Gwiazdy Czerwonej (1918–1991)
131 Oddzielna Brygada Strzelecka (1992–2009)
7 Krasnodarska Baza Wojskowa Czerwonego Sztandaru orderów Kutuzowa i Gwiazdy Czerwonej (od 2009 roku do dziś)

### Formacje Kozaków kubańskich w wojskach niemieckich
1 Kozacka Dywizja Kawalerii
- I Dońska Brygada Kawalerii – d-ca płk Hans von Wolff
  - 4 Pułk Kawalerii Kozaków kubańskich – d-ca ppłk Freiherr Paul von Wolff
- II Kaukaska Brygada Kawalerii – d-ca płk Alexander von Boße
  - 3 Pułk Kawalerii Kozaków kubańskich – d-ca ppłk Joachim von Jungschultz